# 副学士 (香港)
副学士（ふくがくし）は、香港で2000年に導入された2年ないし3年の教育課程を経て与えられる学位 (associate's degree)。アメリカ合衆国におけるコミュニティ・カレッジの準学士や日本の短期大学士に相当する。ただし、香港では主に法定大学など既存の高等教育機関において、副学士課程が実施されている。その場合でも終身教育や職業教育を施す付属機関の一課程であり、大学の本科とは別のカリキュラムが組まれている。
高中（中学五年生、日本の高校に相当）卒業後に進学する基礎副学士課程（1年）と、その修了生や予科（中学七年生）卒業に「高級程度會考」を受けて進学する副学士課程（2年）に分かれている。副学士課程修了後は学士課程（通常の学部課程）の第1学年もしくは第2学年に編入することもできる。
従来から存在した「高級文憑」(Higher Diploma) と同格とされているが、こちらは日本の高専卒（準学士）や専門士に近い。

## 背景
導入の背景には、財政赤字の拡大から学費補助を安易に拡大できない政府の事情と、大学進学希望者の増加というジレンマがあった。政府の学費補助は、大学毎に人数枠が決まっている。従来、大学の学士課程は原則として政府の学費補助対象人数の枠内に収まっていた。そこで、副学士課程を設け、政府の財政負担を最小限にしつつ、大学就学の機会を拡大することになった。
2000/01年度では、政府の学費補助が受けら得る枠が6,929人、受けられず完全な自費となる枠が2,468人となった。その後、2005/06年度では前者が9,576人、後者が22,994にまで増加し、中等教育修了者の4割を吸収する一方、前者と後者の割合が逆転した。また、一部だが従来の学士課程でも完全な自費就学の枠が増加しつつある。

## 進路問題
副学士課程には、卒業後の進路について問題が出ている。多くの学生は学士課程への編入を希望している。しかし、学士課程の人数枠増加が比較的少ないため、副学士取得者が編入できる枠は限られている。
そのため、副学士課程修了後に学士号取得を目指す課程（銜接學士學位課程、Top-up Degree Programme）も存在する。副学士課程を設置した機関の多くに存在するが、当然、大学本科とは別のコースである。また、授業自体は香港の教育機関で行うが、学位は海外の大学から提供されるコースが多い。
香港の副学士を承認する国の大学に留学するケースも少なくない。そうした国や地域には、アメリカ合衆国、カナダ、イギリス、オーストラリア、ニュージーランド、フランス、スイス、韓国、マカオ、中国本土がある。そのうち、アメリカなど英語圏が主な留学先である。
就職する場合には、副学士という新しい学位に対する認知度が低いため、不利な扱いを受けている。多くの企業が、「中學會考」（中学五年修了後の統一テスト）や「高級程度會考」（中学七年修了後の統一テスト）を参考にしているが、副学士には参考になる統一テストが存在しない。そのため、学士課程への編入しか、副学士を生かす方法がないという悪循環に陥っている。そのため、政府は企業に副学士に対する理解と副学士取得者の採用を求めている。また、政府自身も副学士取得者のための採用区分を設けていた。

### 副学士課程を設置している教育機関（一部）
- 香港大學專業進修學院副学士課程
- 香港城市大學專上學院
- 香港科技大學持續進修學院副學位課程
- 香港浸會(バプテスト)大學持續教育學院
- 嶺南大學社區學院
- 香港理工大學・香港專上學院
- 香港教育學院持續專業教育學部
- 香港科技專上書院